# Южнославянский филолог
«Южнославянский филолог» (серб. Јужнословенски филолог) — журнал Сербской академии наук и искусств и Института сербского языка при Сербской академии наук и искусств, основанный в 1913 году Александром Беличем и Любомиром Стояновичем. Является одним из старейших славистических журналов.

## История
«Южнославянский филолог» изначально являлся журналом, посвящённым сравнительно-исторической и диалектологической проблематике, а также вопросам изучения сербского языка в диахронии и синхронии; кроме того, не исключались и исследования из других областей славянской филологии, например, из истории литературы и версификации. В целом такая концепция «Южнославянского филолога» оставалась неизменной, хотя развитие лингвистики, славистики и славянской филологии также нашло отражение в журнале в его постепенной ориентации на другие области научной проблематики, например, лингвистическую теорию и методологию, типологию славянских языков, ареальную лингвистику, социолингвистику, психолингвистику, теолингвистику и другие интердисциплинарные области изучения языка.
«Южнославянский филолог» планировался как ежеквартальный или полугодовой журнал, но, как правило, он выходит один раз в год. За столетний период было издано 69 номеров журнала (некоторые номера выходили в двух частях).
В композиционной структуре «Южнославянского филолога» значительное место отводится текущей кумулятивной библиографии трудов по теоретической лингвистике, сербистике, славистике и индоевропеистике. В журнале опубликовано и 11 персональных библиографий:
- Библиография трудов Ягича с 1937 г. // ЮФ No. 3 (1922—1923)
- Библиографический обзор трудов профессора О(лдржиха) Гуйера (1901—1930)// ЮФ No. 9 (1930)
- Из библиографии трудов Матии Мурка // ЮФ No. 19 (1950—1952)
- Библиография трудов профессора Александра Белича // ЮФ No. 24 (1959—1960)
- Библиография трудов Степана Кульбакина // ЮФ No. 29, 3/4 (1973)
- Библиография трудов профессора Михаила Стевановича // ЮФ No. 30 (1974)
- Библиография трудов Берислава Николича // ЮФ No. 33 (1977)
- Библиография Радосава Бошковича // ЮФ No. 40 (1984)
- Библиография профессора Михаила Стевановича // ЮФ No. 47 (1991)
- Библиография трудов академика Павле Ивича // ЮФ No. 56 (2000)
- Библиография академика Милки Ивич // ЮФ No. 67 (2011)

Книга 69-я «Южнославянского филолога» содержит библиографию журнала с 1913 по 2012 год.
«Южнославянский филолог» с начала своего существования занимает центральное место в сербской лингвистической периодике благодаря прежде всего высокому качеству научных трудов, которые в нём опубликованы, а также высокому авторитету его авторов, каковыми являлись, например, Хенрик Барич, Франце Безлай, Радосав Бошкович, Милан Будимир, Михаил Г. Булахов, Леонид А. Булаховский, Андре Вайян, Йован Вукович, Николас ван Вейк, Ирена Грицкат, Иван Дуриданов, Николай Н. Дурново, Петр Джорджич, Милка Ивич, Павле Ивич, Степан Ившич, Роман Якобсон, Станислав Кароляк, Блаже Конески, Иван Леков, Борис М. Ляпунов, Мечислав Малецкий, Антуан Мейе, Александр Младенович, Лешек Мошинский, Райко Нахтигал, Стоян Новакович, Казимир Нич, Миливое Павлович, Митар Пешикан, Тадеуш Лер-Сплавиньский, Фран Рамовш, Милан Решетар, Станислав Роспонд, Петар Скок, Францишек Славский, Эдвард Станкевич, Михаило Стеванович, Любомир Стоянович, Кирилл Ф. Тарановский, Олег Н. Трубачёв, Богуслав Гавранек, Олдржих Гуйер, Алексей А. Шахматов и ряд других известных славистов.

## Редакция
Главные редакторы «Южнославянского филолога» — Александр Белич (1913—1960), Михаил Стеванович (1961—1973), Милка Ивич (1974—2008), Предраг Пипер (2008—2018), Райна Драгичевич (с 2018 до настоящее время). Сегодня в редколлегию журнала входят Ясна Влаич-Попович, Даринка Гортан-Премк, Найда Иванова, Александр Лома, Алина Маслова, София Милорадович, Мирослав Николич, Слободан Реметич, Андрей Соболев, Живоин Станойчич, Срето Танасич, Зузана Тополинска, Виктор Фридман.
Журнал «Южнославянский филолог» размещён на сайте Института сербского языка при Сербской Академии наук и искусств.